# Kazimierz Maresz
Kazimierz Maresz (ur. 9 stycznia 1893, zm. ?) – major lekarz Wojska Polskiego II RP i podpułkownik ludowego Wojska Polskiego.

## Życiorys
Urodził się 9 stycznia 1893. Po odzyskaniu przez Polskę niepodległości został przyjęty do Wojska Polskiego. Został awansowany do stopnia porucznika w korpusie oficerów sanitarnych podlekarzy ze starszeństwem z dniem 1 sierpnia 1920. W latach 20. był przydzielony do 7 batalionu sanitarnego (Poznań) i wówczas jako oficer nadetatowy w 1923 pełniący funkcję starszego lekarza 70 pułku piechoty w garnizonie Jarocin był odkomenderowany na studia uniwersyteckie do Krakowa, w 1924 był podlekarzem w Szpitalu Rejonowym w Gnieźnie. Ukończył studia medyczne uzyskując tytuł naukowy doktora. Był lekarzem chirurgiem. Został przydzielony do służby w Korpusie Ochrony Pogranicza i służył w KOP w kolejnych latach. Został awansowany do stopnia kapitana lekarza ze starszeństwem z dniem 1 stycznia 1929. Na stopień majora został mianowany ze starszeństwem z 19 marca 1937 i 15. lokatą w korpusie oficerów zdrowia, grupa lekarzy. W marcu 1939 pełnił służbę w Szefostwie Sanitarnym Dowództwa KOP w Warszawie na stanowisku kierownika Referatu Rewizyjno-Lekarskiego. 
Po wybuchu II wojny światowej w kampanii wrześniowej pełnił funkcję szefa sanitarnego 38 Dywizji Piechoty. Był lekarzem chirurgiem w Szpitalu Ujazdowskim podczas powstania warszawskiego w 1944. Po wojnie był podpułkownikiem ludowego Wojska Polskiego.

## Odznaczenia i ordery
- Krzyż Kawalerski Orderu Odrodzenia Polski (20 grudnia 1946)[12]
- Krzyż Walecznych
- Złoty Krzyż Zasługi (11 listopada 1938)[13]
- Srebrny Krzyż Zasługi (14 października 1934)[14]